# 攪拌精錬法

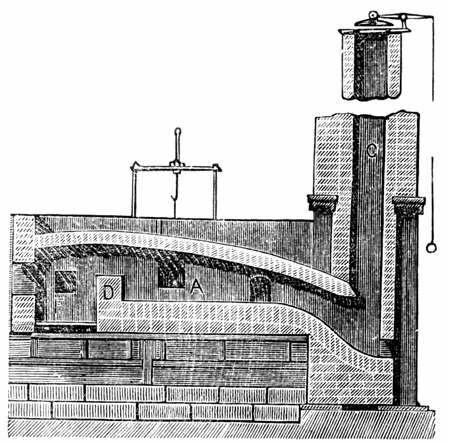
撹拌精錬法で使用される反射炉

撹拌精錬法（かくはんせいれんほう）とは、産業革命時に錬鉄をつくるために使用された。撹拌精錬の原型は溶融した鉄を反射炉中で棒(プロセスで消耗した)で撹拌する技術である。後に良質の鋼を得るために炭素を除くために使用され、これは高度の技術を要した。炭素分の多い鋼と少ない鋼が小規模ではあるが生産され、刃物や武器の製造に使用された。

## 歴史
撹拌法により最初に産業規模で銑鉄から錬鉄が生産された。初期の生産工程では3世紀の中国で行われた。銑鉄は撹拌により空気中の酸素と接触して炭素を燃やす事で炭素含有量を減らす事で錬鉄を得る。
ヨーロッパでは18世紀後半から褐炭を使用せずに棒鋼を製造するようになった。ハンプシャーのフォントリーのヘンリー・コートが1783–84年に開発して1784年に特許をとった。

## 中国での先駆的な製鉄

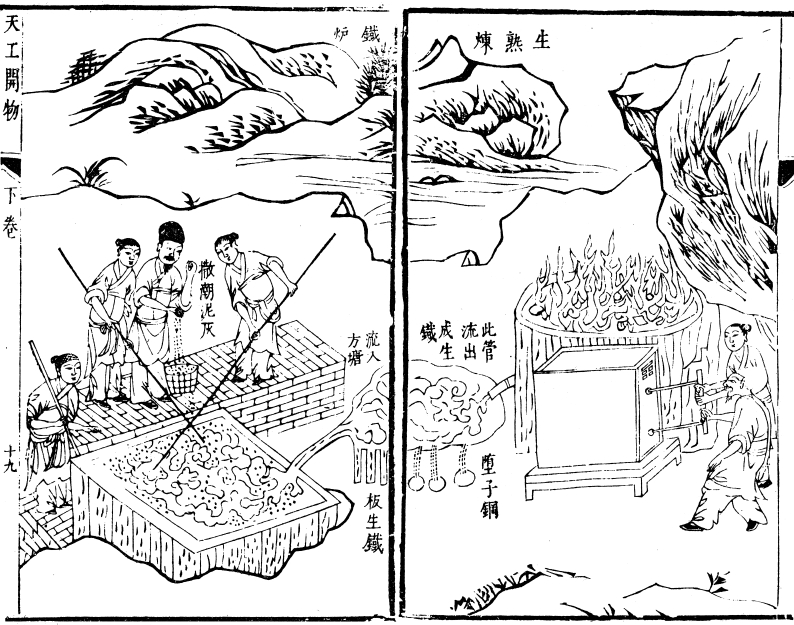
中国での錬鉄製造

紀元前2世紀から3世紀にかけての漢の時代に中国の冶金師達は溶融した銑鉄から撹拌によって空気と接触させる事によって炭素を燃やし、炭素含有量を減らし錬鉄を得る方法を発見した。中国ではこの工程を文字通り掻き混ぜるchaoと呼ばれた。天工開物に工程が記述されている。